# Glastonbury-Nationalpark
Der Glastonbury-Nationalpark (englisch Glastonbury National Park) ist ein 5 km² großer Nationalpark in Queensland, Australien.

## Lage
Er liegt in der Region Wide Bay-Burnett und befindet sich 140 Kilometer nördlich von Brisbane und 110 Kilometer südlich von Hervey Bay. Von Gympie gelangt man auf der Gympie Woolooga Road nach Glastonbury, wo die Glastonbury Creek Road Richtung Süden abzweigt, die nach etwa sieben Kilometern an der Parkgrenze entlangführt. Im Park selbst gibt es keine Besuchereinrichtungen.
In der Nachbarschaft liegen die Nationalparks Oakview, Conondale, Wrattens und Amamoor.

## Flora
Der Nationalpark schützt bis 550 Meter hoch gelegenen Monsunwald und offenen Eukalyptuswald.